# Neprobylice
Obec Neprobylice se nachází 5,5 km severozápadně od Slaného v okrese Kladno, kraj Středočeský. Žije zde 169 obyvatel. Vsí protéká Pozdeňský potok, který se v této dolní části nazývá Bakovský.

## Název
Název vesnice je odvozen z příjmení Neprobyl ve významu ves lidí Neprobylových. Příjmení vzniklo ze zastaralého slovesa probyti (prospět). V historických pramenech se název objevuje ve tvarech: de Neprobylicz (1316), Neprobilicz (1352–1405), de Neprobelicz (1372), de Neprobilicz (1381), in Neprobiliczych (1398), Neprobylicích (1448) a na Neprobilicích (1603).

## Historie
Archeologické vykopávky doložily osídlení již v pravěku. První písemná zmínka o vesnici pochází z roku 1316 ve spojení se jménem šlechtice Michala z Neprobylic. Později bylo panství rozděleno na dvě části. V horní části se byla ve 14. století založena tvrz Hrádek, která stojí dodnes. V dolní části vybudovali vladykové z Hřivic Dolní tvrz. Tato tvrz však později pustla a beze stopy zanikla. O sloučení panství se zasloužil rytíř Václav starší Pětipeský z Chýš a Egerberka, který odkoupil v roce 1572 obě části Neprobylic. Pětipeští byli aktivními účastníky stavovského povstání v roce 1618, proto byl jejich majetek po Bílé hoře zkonfiskován. Neprobylice připadly Jaroslavu Bořitovi z Martinic na Smečně, který byl před tím jedním z defenestrovaných královských místodržících. Neprobylice se tak staly součástí smečensko-martinického a později clam-martinického panství. Až do konce feudalismu zůstaly Neprobylice v držení rodu Martiniců.
Od roku 1850 byly Neprobylice obcí na okrese Slaný, v letech 1961 až 1979 osadou patřící ke Kutrovicím, v letech 1980 až 1990 částí obce Kvílice a od roku 1990 samostatnou obcí na okrese Kladno. V roce 2006 zde žilo 134 obyvatel, v roce 2010 byl počet obyvatel 125, v roce 2015 byl počet obyvatel 160.

### Územněsprávní začlenění
Dějiny územněsprávního začleňování zahrnují období od roku 1850 do současnosti. V chronologickém přehledu je uvedena územně administrativní příslušnost obce v roce, kdy ke změně došlo:
- 1850 země česká, kraj Praha, politický i soudní okres Slaný[7]
- 1855 země česká, kraj Praha, soudní okres Slaný[7]
- 1868 země česká, politický i soudní okres Slaný[7]
- 1939 země česká, Oberlandrat Kladno, politický i soudní okres Slaný[8]
- 1942 země česká, Oberlandrat Praha, politický i soudní okres Slaný[9]
- 1945 země česká, správní i soudní okres Slaný[10]
- 1949 Pražský kraj, okres Slaný[11]
- 1960 Středočeský kraj, okres Kladno[12]

## Pamětihodnosti
- Kostel svatého Ducha. Původní starodávný kostel, který stál uprostřed vsi poblíž tvrzi Hrádek byl v roce 1741 rozbořen pro starobu a vlhkost. Zůstala po něm zvonice na návsi. Na jeho místě leží v trávě asi půl metru veliký kříž. V roce byl kostel znovu vystaven na jižní straně Neprobylic, původně v barokním stylu. V 19. století byl upraven, dnes je zchátralý.
- Zvonice na návsi, dřevěná na zděné podezdívce, replika z roku 1896 nahradila původní zchátralou stavbu z druhé poloviny 15. století, pozůstalou při starém kostele, zbořeném roku 1741. Trojice zvonů je původní. Největší zvon Václav odlil zvonař Brikcí z Cimperka roku 1595 na náklad Václava a Isoldy Pětipeských z Chyš, prostřední zvon Jindřich zhotovil mistr Bartoloměj Berounský roku 1510, nejmenší zvon Marie není datován (15. století?) a jeho tvůrce zůstává neznámý. V podezdívce zabudována dvojice renesančních náhrobníků někdejších majitelů vsi, pánů Pětipeských z Chýš a Egerberka z let 1602 a 1604. Zvonice podobného typu se dochovaly ještě v Kvílicích a Rakovníku.
- Zbytky tvrze Hrádek ze 14. století, přestavěné za Pětipeských z Chýš a Egerberka v renesančním stylu[13]

## Doprava
- Silniční doprava – Okolo zastavěné části obce vede silnice I/7 Praha – Chomutov v úseku Slaný – Louny.
- Železniční doprava – Železniční trať ani stanice na území města nejsou. Nejblíže obci je železniční zastávka Královice u Zlonic (jen pro osobní dopravu) ve vzdálenosti 4 km ležící na trati 110 z Kralup nad Vltavou a Slaného do Loun. Ve vzdálenosti 7 km jsou železniční stanice Slaný a Zlonice (pro veškerou dopravu) ležící na stejné trati.
- Autobusová doprava – V obci zastavovaly v prosinci 2015 ve všedních dnech autobusové linky jedoucí do těchto cílů: Bílichov, Kalivody, Klobuky, Líský, Milý, Mšec, Panenský Týnec, Pozdeň, Praha, Slaný a Srbeč. O víkendech veřejná autobusová doprava nejezdí.

## Občanská vybavenost a aktivity
V obci je obchod se smíšeným zbožím, divadelní ochotnický spolek Nevolník a střední škola Euroinstitut. Neprobylice leží na trase koňské stezky vybudované pro jezdeckou turistiku. Neprobylická zvonice je turisticky navštěvovanou pamětihodností.

## Fotografie

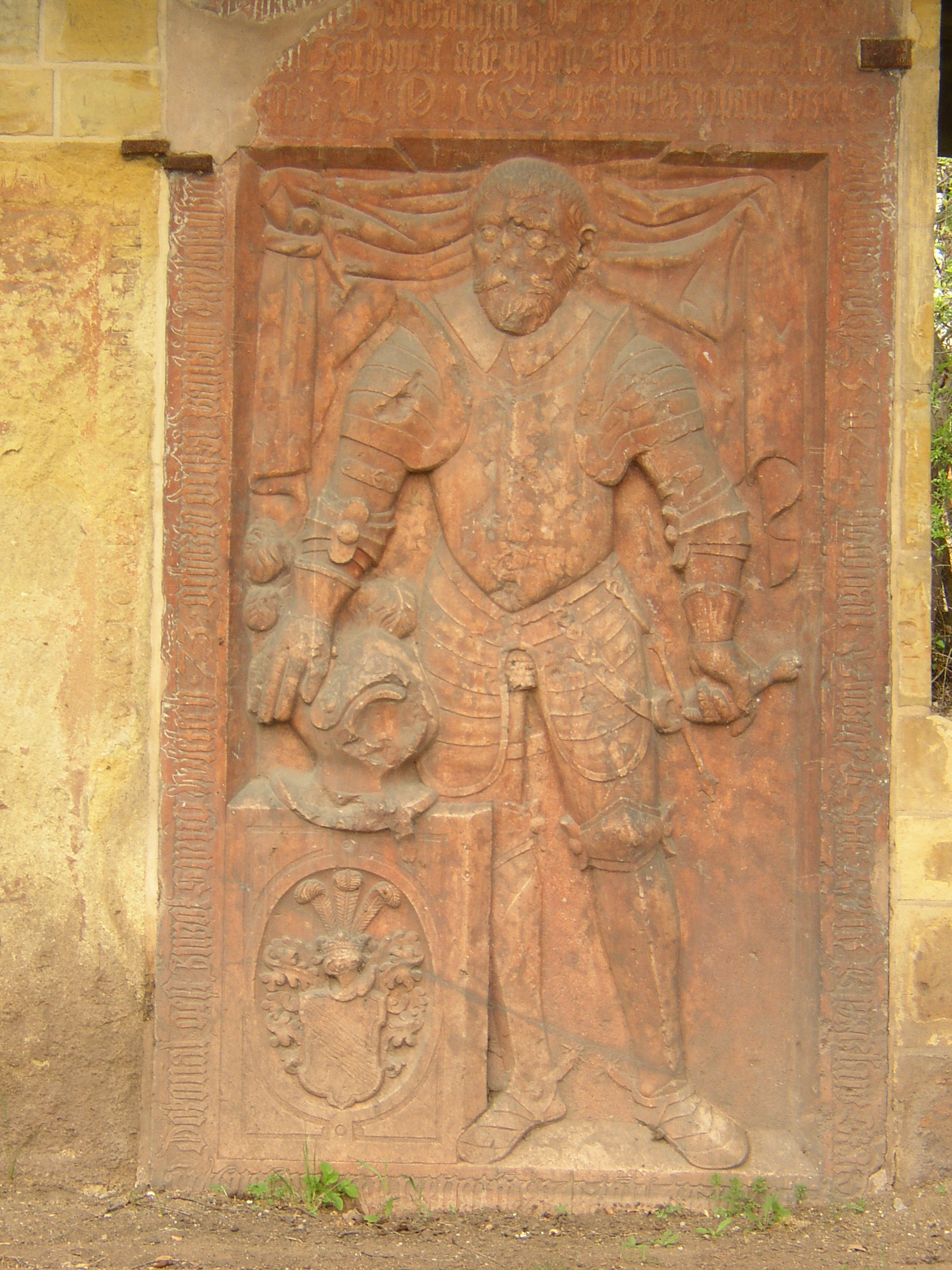
Náhrobník z roku 1602
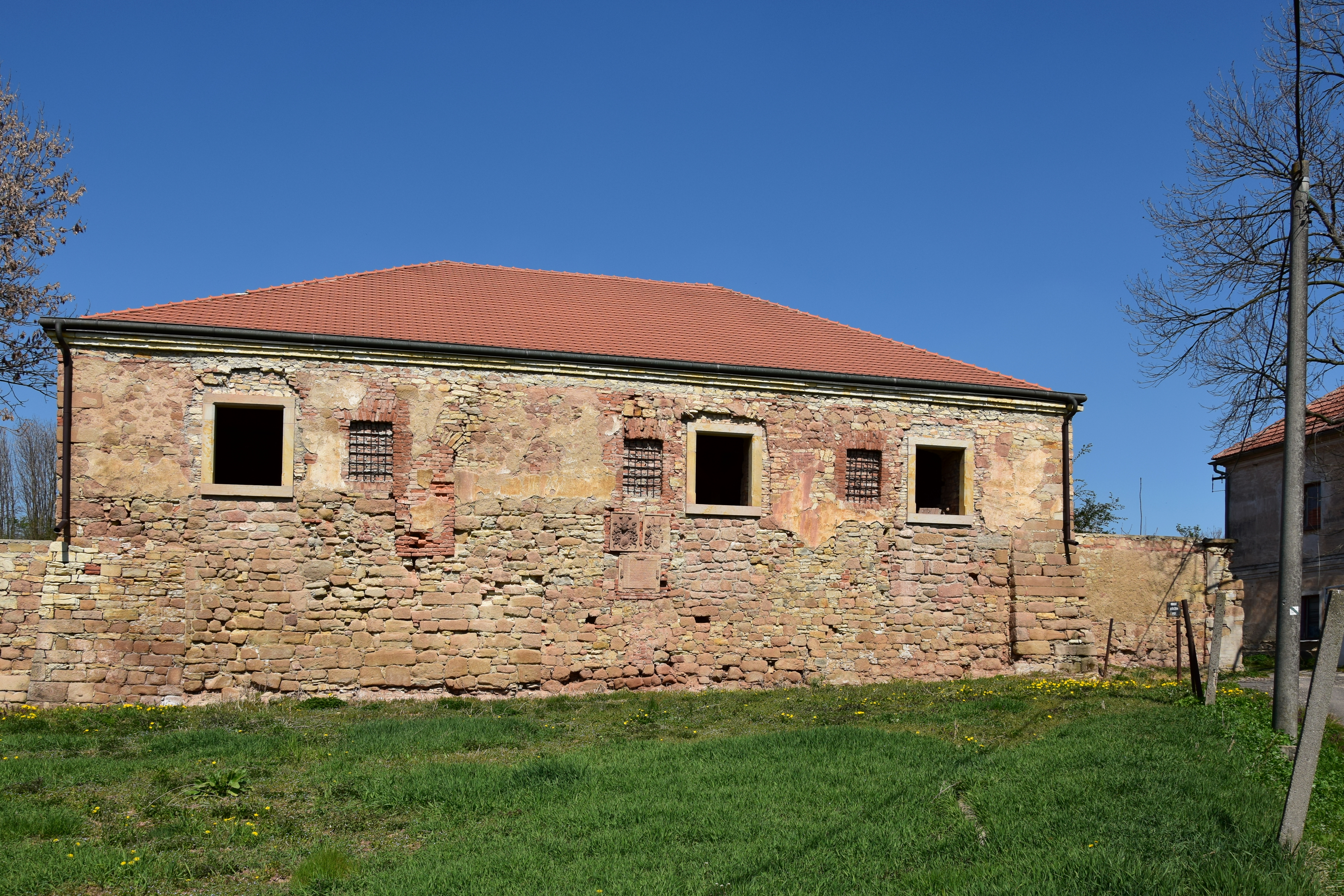
Horní tvrz neboli Hrádek v Neprobylicích ze 14. století